# Happiness (canção de Red Velvet)
"Happiness" é uma canção gravada pelo grupo feminino sul-coreano Red Velvet, lançado em 1 de agosto de 2014, como single digital de estreia do grupo. A canção foi escrita por Yoo Young-jin e composta por Will Simms, Chad Hugo (The Neptunes), Chris Holsten and Anne Judith Wik (Dsign Music).

## Antecedentes e lançamento
"Happiness", é uma canção euro pop urbana de dança enérgica, co-produzido por Will Simms, que também trabalhou com EXO e Girls' Generation, e Chad Hugo (The Neptunes).
O single foi lançado digitalmente em 4 de agosto de 2014. Foi lançado em todo o mundialmente através do iTunes, Melon, Genie e outros portais de música online. Além disso, a primeira performance de estréia do grupo foi agendada para 1 de agosto de 2014 no Music Bank, seguida por Music Core e Inkigayo.
O vídeo musical de "Happiness" atingiu a marca de 2 milhões de visualizações em suas primeiras 24 horas antes de ser removido e substituído por uma versão editada. Saindo da entrevista que os membros do Red Velvet deu no programa de rádio, "Kim Chang Ryul's Old School" em 6 de agosto, o sucesso da estréia é bem merecida. "Tem sido um ano e meio desde que o grupo foi criado com os nossos membros atuais. Nós praticamos para nossa música de estréia 'Happiness' por seis meses", explicou o Red Velvet, de acordo com o Allkpop.

## Letra
As letras carregam uma mensagem otimista sobre a obtenção de energia a partir de atividades cotidianas e aprender a amar a si mesmo.
Linhas da canção:
"Este dinheiro, que é o poder. Somente após isso, os adultos olham deprimidos. Essas pessoas não são verdadeiramente felizes."
"Você vai ter um monte de arrependimentos quando você for adulto que eu sou um pouco diferente, eu acredito na força do otimismo."
É uma celebração de exuberância juvenil, à sombra de todas as dificuldades do mundo. E isso dá a dimensão da música.

## Críticas
"Happiness é uma miscelânea experimental de diferentes sons e estilos que você não esperaria para trabalhar, mas de alguma forma você faz. Um minuto é uma armadilha, o próximo é como o folk-EDM do Avicii, até que tudo soa como um grande pedaço de chiclete saltitante e viciante."— Pop Dust

## Créditos
- Red Velvet - Vocais
  - Irene Bae - vocais, rap
  - Seulgi - vocais de liderança
  - Wendy Son - principais vocais
  - Joy Park - vocais, rap
- Yoo Young-jin - composição
- Will Simms - produção, mixagem de áudio
- Chad Hugo (The Neptunes) - produção, mixagem de áudio

## Desempenho nas paradas
"Happiness" fez o seu caminho até ao número um em tempo real no gráfico musical Genie imediatamente após o seu lançamento. A canção provou ter resultados excepcionais para um grupo novato, sendo classificado dentro do top 10 no Melon, Naver Music e outros gráficos. A canção estreou no n°3 em Singapura e Taiwan, n°4 na Malásia, n°5 na Tailândia e n°9 em Hong Kong. Ela também desembarcou no top 10 na parada de singles do iTunes depois de seu lançamento em 5 de agosto.

### Charts
| Gráfico      | Melhores posições |
| ------------ | ----------------- |
| Olleh Music  | 1                 |
| MelOn        | 8                 |
| Mnet         | 4                 |
| Genie        | 1                 |
| Bugs         | 1                 |
| Naver Music  | 7                 |
| Daum Music   | 2                 |
| iTunes Chart | 3                 |